# Macusaka (Mie)
Macusaka (japonsky 松阪市; Macusaka-ši) je japonské město v prefektuře Mie v regionu Kansai. Město leží na poloostrově Kii. Je položeno napříč prostředkem prefektury, od západního břehu zálivu Ise (伊勢湾) na východě až po hranici s prefekturou Nara na západě. Starostou města je od roku 2015 Masato Takegami (竹上 真人, * 1962).
V roce 2016 mělo město 162 884 obyvatel a celkovou rozlohu 623,66 km² (průměrná hustota obyvatel je 261/km²).

## Zeměpis

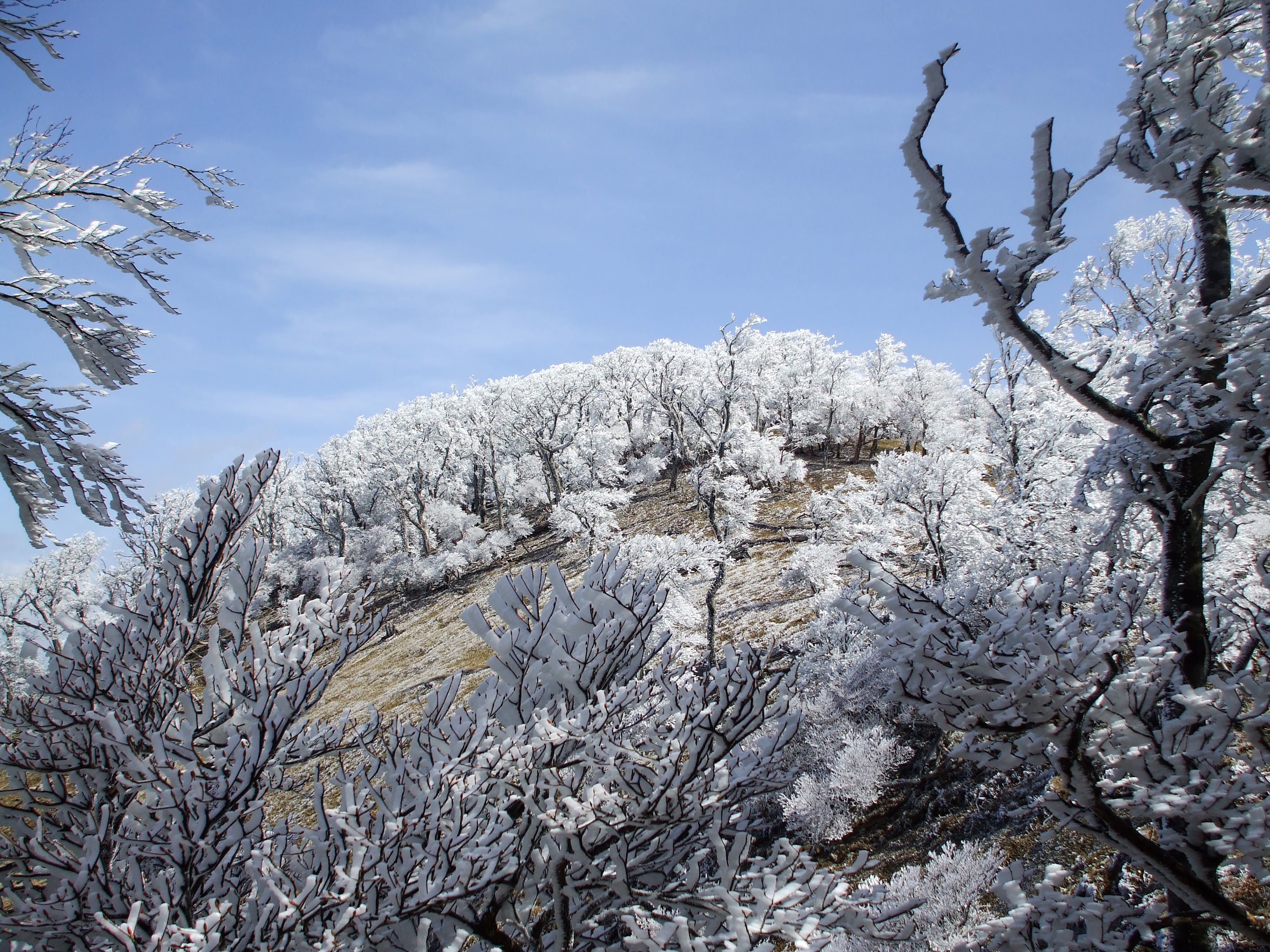
Hora Hinokizukaokumine v pohoří Daikó v březnu

Na jihozápadě se vypíná pohoří Daikó-sanmjaku (台高山脈). Na území města jsou hory nebo kopce: Hossaka-san (堀坂山, 757 m), Kannondake (観音岳), Širaizan (白猪山, 819 m), Takamisan (高見山, 1248 m), Cubonegadake (局ヶ岳, 1029 m), Hinokizukaokumine (桧塚奥峰, 1420 m) a jiné.

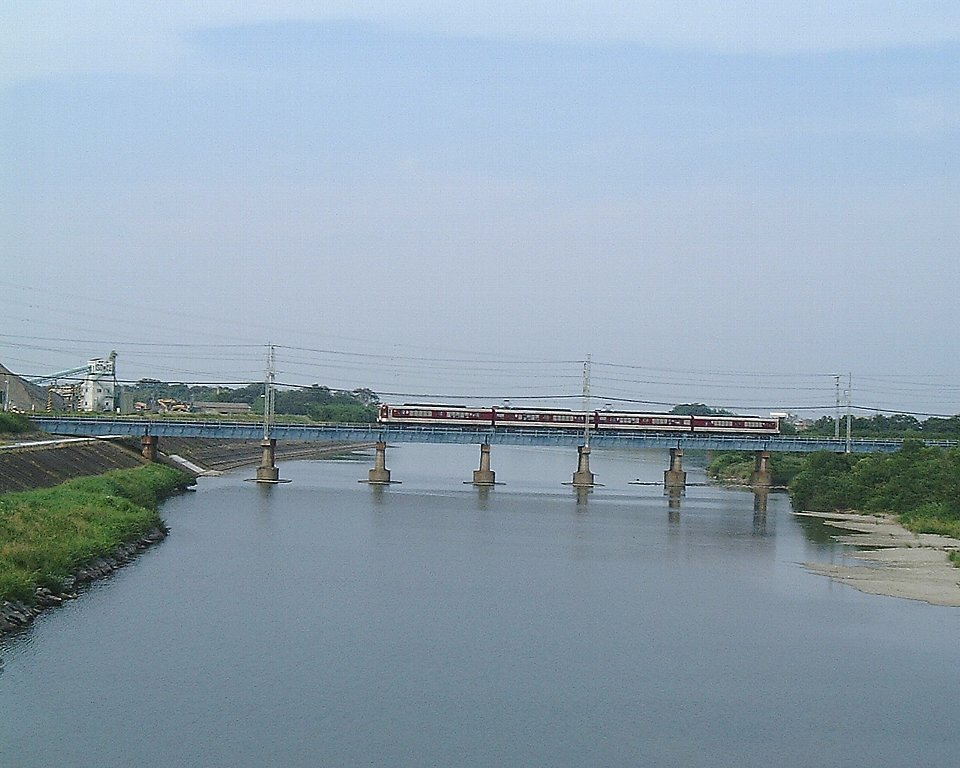
Řeka Kušidagawa

Městem protékají řeky: Sakanaigawa, Kongógawa, Kušidagawa